# Austrocentrus bifidus
Austrocentrus bifidus is een schietmot uit de familie Helicophidae. De soort komt voor in het Neotropisch gebied.